# Каплина, Полина Андреевна
Полина Андреевна Каплина (род. 16 августа 1999, Иркутск) — российская гандболистка, вратарь московского «ЦСКА». Игрок сборной России по гандболу.

## Биография
Родилась 16 августа 1999 года в Иркутске. Детство провела в Оренбурге. Начала заниматься гандболом в возрасте 13 лет. Вратарём стала благодаря высокому росту.

## Карьера
Профессиональным гандболом начала заниматься в Краснодаре в играх за клуб «Кубань». Летом 2016 года Полина не попала в основную команду, но спустя год стала играть за основную команду, когда основной вратарь краснодарской команды Виктория Калинина ушла в декретный отпуск.
В первых для себя играх сезона 2017/2018 имела показатели эффективности отражённых мячей более 50%. В сезонах 2018/2019 и 2019/2020 она выступала в Кубке ЕГФ, а также добралась до финала Кубка России и стала бронзовым призёром российского чемпионата.
В 2018 году приняла участие в чемпионате мира среди девушек до 20 лет в Дебрецене, где сборная России стала четвёртой. Тем не менее, Полина Каплина стала лучшим вратарём этого турнира, отразив 42% бросков.
Летом 2019 года перешла в только основанный московский клуб «ЦСКА». В сезоне 2019/2020 совершила 94 сейвов из 217 бросков.
В 2020 году была вызвана в сборную России. В начале сезона 2020/2021 Каплина отправилась в аренду в звенигородскую «Звезду», где провела 8 матчей, отразив 43 мяча из 120. Она вернулась в состав «армейцев» в октябре после травмы Шаны Массон и Анны Седойкиной. После возвращения она приняла участие в групповом матче Лиги чемпионов против венгерского «Дьора», отразив семиметровый удар в концовке матча и совершив ряд других важных для команды сейвов.
В сезоне 2020/2021 в составе московского ЦСКА стала чемпионкой России.